# Bisdom Mweka
Het bisdom Mweka (Latijn: Dioecesis Mvekaensis) is een rooms-katholiek bisdom in Congo-Kinshasa met als zetel Mweka. Het is een suffragaan bisdom van het aartsbisdom Kananga en werd opgericht in 1964. 
In 1953 werden van het apostolisch vicariaat van Luluaburg het apostolisch vicariaat van Kabinda en de apostolische prefectuur Mweka afgesplitst. In 1964 werd Mwaka een bisdom en de eerste bisschop was Marcel Evariste Van Rengen, C.J.
In 2016 telde het bisdom 14 parochies. Het bisdom heeft een oppervlakte van 21.700 km2 en telde in 2016 873.000 inwoners waarvan 41,8% rooms-katholiek was. 

## Bisschoppen
- Marcel Evariste Van Rengen, C.J. (1964-1988)
- Gérard Mulumba Kalemba (1989-2017)
- Oscar Nkolo Kanowa, C.I.C.M. (2017-heden)